# آرثر أموندسين
آرثر أموندسين (بالنرويجية البوكمول: Arthur Amundsen)‏ هو لاعب جمباز فني نرويجي، ولد في 22 مارس 1886 في كريستيانية في النرويج، وتوفي في 25 فبراير 1936 في أوسلو في النرويج.

## وصلات خارجية
- آرثر أموندسين على موقع اللجنة الأولمبية الدولية (الإنجليزية)
- آرثر أموندسين على موقع أوليمبيديا (الإنجليزية)